# Stig Dalager
Stig Dalager (geboren 19. Oktober 1952 in Frederiksberg) ist ein dänischer Schriftsteller. 

## Leben
Stig Dalager ist Sohn eines Gemüsehändlers. Er wuchs in Helsingør und Herning auf und ging als Schiffsjunge zur See. Er studierte Komparatistik an der Universität Århus und wurde in nordischer Literatur promoviert. Er hat drei Kinder. 
Er arbeitete zunächst als Journalist und betätigt sich seit 1982 als freischaffender Autor. Mit Anne-Marie Mai schrieb er mehrere literaturgeschichtliche Bücher und das zweibändige Werk Danske kvindelige forfattere über dänische Schriftstellerinnen. Er verfasste Lyrik, Prosa, Dramen, Filmskripts und Essays. Nach längeren Aufenthalten in New York und Wien lebt er im Kopenhagener Stadtteil Brønshøj. 2013 stand er mit seinem Roman Det blå lys auf der Shortlist des DR Romanpreises. 

## Werke (Auswahl)

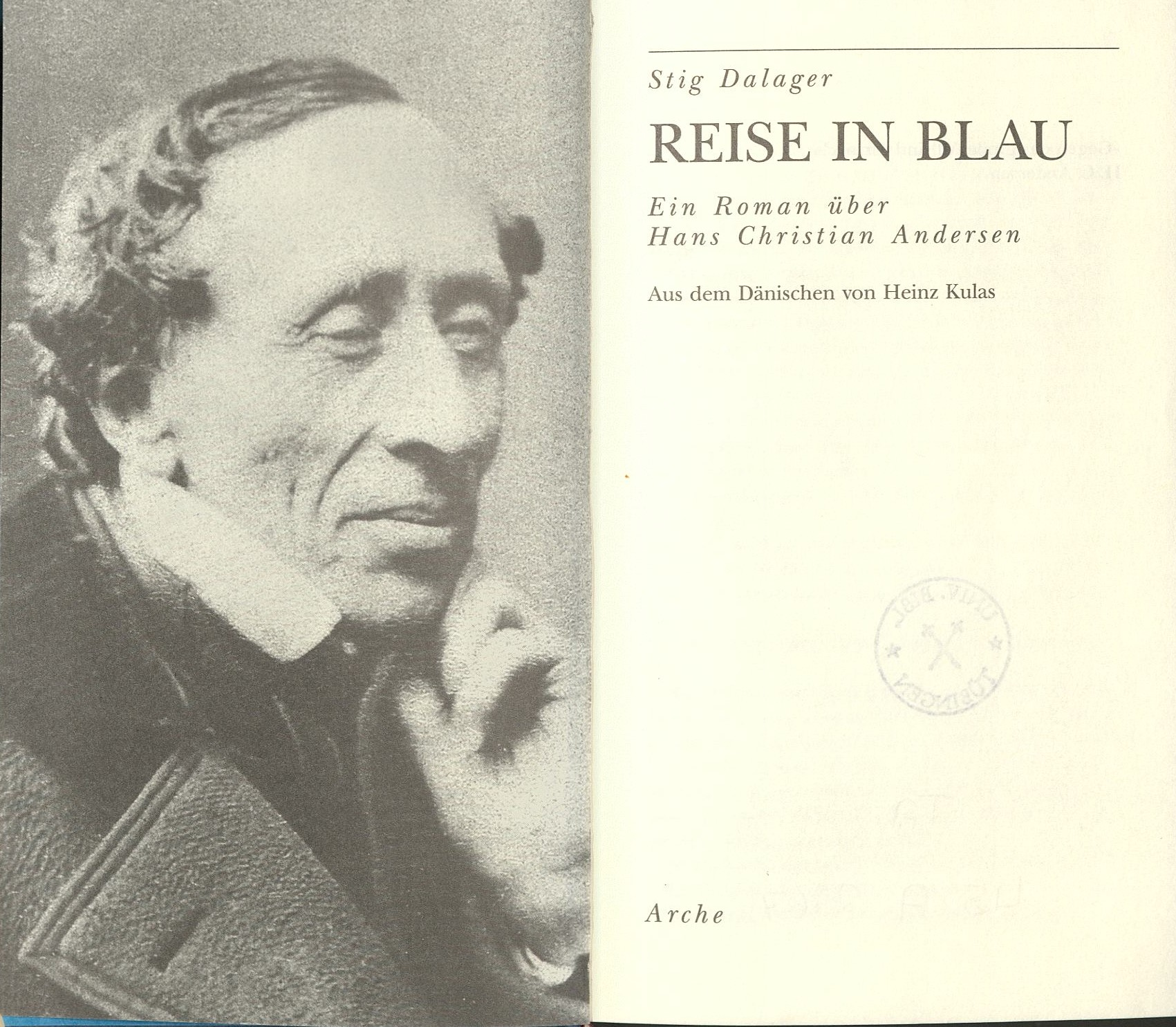
Reise in Blau (2005)

- Hærværksforeningen og andre noveller. 1980
- En aften i Hamborg: en historiefantasi over P.A. Heiberg og Thomasine Gyllembourg. 1982
- Bergomi. Roman. 1984
- Jon. Roman. 1986
- Århus-elegi. Gedichte. 1986
- Floden under huset : Digte. Copenhagen Valby : Borgen, 1991
- Glemsel og erindring. Roman. 1992
- Stig Dalager, Peter Nielsen: Provinzidyllen. Grafik Niels Reumert. Übersetzung Peter Urban-Halle, Klaus Lambertsen. Berlin: BBK, 1993
- Davids bog. Roman. 1995
- Og du skal vågne igen : digte. København: Kofod, 1996
- Fanget. Kriminalroman. 1998
- Tilfældige forbindelser. Erzählungen. 1998
- En dukkes histories. Kinderbuch. 2000
- Øvelser i ensomhed. Roman. 2000
- To dage i july. Roman. 2002
  - Zwei Tage im Juli. Roman. Übersetzung Heinz Kulas. Berlin: Gustav Kiepenheuer, 2005
- Opgøret med det entydige. Essays. 2002
- Rejse i blåt. Roman. 2004
  - Reise in Blau : ein Roman über Hans Christian Andersen. Übersetzung Heinz Kulas. Zürich: Arche, 2005
- Labyrinten. Roman. 2005
  - Das Labyrinth : Roman. Übersetzung Heinz Kulas. Wien: Picus, 2007
- Skyggeland. Roman. 2007
  - Im Schattenland. Roman. Übersetzung Heinz Kulas, Jette Mez. Frankfurt am Main: Eichborn, 2009
- Rejse uden ende – en roman om Raoul Wallenberg. 2015
- Kvinde i et århundrede. 2017
- Øvelser i ensomhed. Kopenhagen: Saga Egmont. 2018
- Kaos og verden. Roman. 2020
- En verden af forbindelser. Trilogie, 2022

Drama
- En aften i Hamborg Svalegangen. 1983
- Møde i natten DRradio. 1990
- Mesteren og Margarita. Sputnik Teater 1991
- En historie om forræderi: skuespil. Ry Højskole, 1992. Rialto Teatret 1992
- Herre og Skygge. The Scena Theatre, Washington D C 1992
- Længsler og skygger. 1995
- Nat i Venedig. Det Kongelige Teater 1997
- Drømmen & Jeg tæller timerne : to skuespil. København : Tiderne Skrifter, 1999
- En halv times kærlighed. Team Teatret 2002
- Family Night. The Players Club NY 2005

## Hörspielbearbeitung
- 1996: Ich zähle die Stunden – Monolog für eine Frau in Sarajewo – Übersetzung: Gerd Weinreich, Regie: Ulrich Heising (Hörspielbearbeitung – NDR)[1]